# Nicola Rotunno
Nicola Rotunno (Stigliano, 1º dicembre 1928 – Stigliano, 8 febbraio 1999) è stato un arcivescovo cattolico e diplomatico italiano con incarichi come nunzio apostolico in Burundi, Ruanda, Sri Lanka e Siria.

## Biografia
Nicola Rotunno nacque a Stigliano in provincia di Matera il 1º dicembre 1928, entrò in seminario a 9 anni e mezzo e fu ordinato sacerdote il 25 luglio 1951 a Tricarico da monsignore Raffaello Delle Nocche.
Nel 1955 entrò nella Pontificia Accademia Ecclesiastica, i primi incarichi lo portarono in Honduras, Nicaragua, Oceania e Lisbona.
Il 29 giugno 1974 papa Paolo VI lo nominò arcivescovo titolare di Minori e nunzio apostolico in Burundi e Ruanda. e lo consacrò personalmente vescovo nella Basilica di San Pietro il 30 giugno 1974. Co-consacranti sono stati Giovanni Benelli, Sostituto della Segreteria di Stato, e Duraisamy Simon Lourdusamy, Officiale della Congregazione per l'Evangelizzazione dei Popoli.
Il 13 aprile 1978 Paolo VI lo nominò Pro-Nunzio Apostolico in Sri Lanka. Il governo dello Sri Lanka non era contento che Rotunno sembrasse simpatizzante con la popolazione Tamil dello Sri Lanka. Incontrò anche la resistenza del gesuita Aloysius Pieris quando cercò di esaminare il suo rapporto con la comunità buddista.
Il 30 agosto 1983 papa Giovanni Paolo II lo nominò Pro-Nunzio Apostolico in Siria e l'8 dicembre 1987 Officiale della Segreteria di Stato della Santa Sede. Il 27 febbraio 1988 fu nominato Vescovo di Sabina-Poggio Mirteto con il titolo personale di arcivescovo. Il 30 luglio 1992 il Papa accettò le sue dimissioni da vescovo.
È morto il 4 febbraio 1999 all'età di 70 anni.

## Genealogia episcopale e successione apostolica
La genealogia episcopale è:
- Cardinale Scipione Rebiba
- Cardinale Giulio Antonio Santori
- Cardinale Girolamo Bernerio, O.P.
- Arcivescovo Galeazzo Sanvitale
- Cardinale Ludovico Ludovisi
- Cardinale Luigi Caetani
- Cardinale Ulderico Carpegna
- Cardinale Paluzzo Paluzzi Altieri degli Albertoni
- Papa Benedetto XIII
- Papa Benedetto XIV
- Papa Clemente XIII
- Cardinale Marcantonio Colonna
- Cardinale Giacinto Sigismondo Gerdil
- Cardinale Giulio Maria della Somaglia
- Cardinale Carlo Odescalchi
- Cardinale Costantino Patrizi Naro
- Cardinale Lucido Maria Parocchi
- Papa Pio X
- Papa Benedetto XV
- Papa Pio XII
- Cardinale Eugène-Gabriel-Gervais-Laurent Tisserant
- Papa Paolo VI
- Arcivescovo Nicola Rotunno